# Teda (peuple)
Pour les articles homonymes, voir Teda ou TOUBOU.

Localisation des Teda (en rose)

Les Teda sont un peuple d'éleveurs  vivant au Sahara oriental, au nord du Tchad, au sud de la Libye, au nord-est du Niger et au sud-ouest de l'Égypte. Ils font partie de l'ensemble toubou et sont donc proches des Daza.

## Langue
Leur langue est le tedaga, une langue saharienne.

## Démographie
Les estimations sont très fluctuantes, mais les Teda seraient au moins 150 000 a 200 000, dont 70 000 au Tibesti, Borkou, Ennedi dans le nord du Tchad,  et au Kanem., en Libye, Murzuq et Koufra. 

## Groupes
Les Teda sont implantés essentiellement dans le nord du Tchad et sont divisés en 20 clans. Le clan Tomaghera, au Tibesti, qui a pour « capitale » Zouar, et le derdei (ou derde) est traditionnellement choisi parmi les membres d'une des trois familles les plus éminentes.
Le Derde est à la tête des Teda, même si son pouvoir est plus symbolique que réel.
Les autres clans Teda sont les Tarsoa, Tameurtioua, Tozoba, Gouboda, Factoa, Kosseda, Dirsina, Bardoa, Odobaya, Terintere, Keressa, Tchioda, Mogode, Aozouya, Taizera, Gounda, Fortena, Mada, Tegua, et Kamadja.
Les groupes Teda au Niger, et particulièrement au Djaddo, et entre Agadem et Soutellan, sont appelés Braouia.

## Religion
Les Teda sont musulmans, avec la majorité.